# Cuernavaca
Cuernavaca ( escuchar) (del náhuatl: Cuauhnahuac ‘Al lado del bosque’) (del tlahuica: Ñunzaa ‘En el bosque’) es una ciudad mexicana, capital del estado de Morelos y cabecera del municipio homónimo, ubicada a aproximadamente 80 km al sur de la Ciudad de México y a aproximadamente 300 km al norte de Acapulco de Juárez.
Cuernavaca cuenta con una población de 341 029 habitantes por lo que se ubica como la 49.ª ciudad más poblada de México, mientras que su zona metropolitana conformada por el municipio de Cuernavaca y otros 7 municipios del estado de Morelos cuenta con una población de 1 028 589 habitantes que la convierten en la 16.ª área metropolitana más poblada de México.
Entre los meses de agosto y septiembre se celebra la feria en Tlaltenango, la cual abarca varios kilómetros y se coloca en la avenida Emiliano Zapata. Este evento anual, que inicia el 1 de septiembre, es mucho más que una simple celebración; es un homenaje a la Virgen de la Natividad, también conocida como la Virgen de los Milagros.

## Toponimia

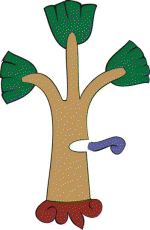
Glifo de Kwawnawak

El nombre de la ciudad proviene del vocablo náhuatl Cuauhnahuac. La palabra derivó en «Cuernavaca» debido a una eufonía en la pronunciación española del náhuatl original. La adaptación fónica de los cronistas de la conquista, como Hernán Cortés, cambió el sentido de la palabra Cuauhnáhuac por no poder pronunciar el idioma náhuatl.
Cortés cambia el nombre por el de Coadnabaced; el cronista Bernal Díaz la llama Coadalbaca; Solís la menciona como Cuautlavaca, y el uso la ha cambiado hasta dejarla en Cuernavaca. La toponimia de la palabra tiene diferentes versiones:
- Cuauhnahuac: Cuahuitl (árbol) -nahuac (junto a) = «junto a los árboles», esta es la versión aceptada por el H. Ayuntamiento;
- Cuauhnahuac: Cuauhtli (águila) -nahuac (rodeado, valle o planicie) = «valle o planicie de las águilas». Ver referencia Cuautla = Lugar de águilas. Versión según: Tlatoa Xochitemoc, Tradición oral de la lengua mexica.

Es una de las ciudades en el mundo conocida como «la ciudad de la eterna primavera» apelativo atribuido al barón Alexander von Humboldt quien escribió en su obra Vistas de las Cordilleras y monumentos de los pueblos indígenas de América:

"se levanta magestuosa (sic) al Sudeste de la ciudad de Cuernavaca (antiguo Cuauhnáhuac), en la pendiente occidental de la Cordillera de Anahuac, región feliz que los habitantes llaman tierra templada, por razón de una primavera eterna que disfrutan..."

## Historia
Cuernavaca, conocida etimológicamente como Cuauhnahuac, que significa "junto a los árboles", tiene sus raíces en la cultura de los Tlahuicas, una de las siete tribus nahuatlacas. Su historia temprana está documentada en el Códice Mendocino, que relata su conquista sucesiva por líderes aztecas como Acamapichtli, Itzcóatl y Moctezuma, estableciéndose como una ciudad tributaria bajo el dominio azteca.

Dispersos por todo el estado de Morelos hay vestigios de asentamientos previos de grupos olmecoides y toltecas. Sin embargo, la ciudad de Cuauhnáhuac fue fundada por los tlahuicas, etnia que algunas fuentes incluyen entre las siete tribus nahuatlacas, aunque el idioma tlahuica pertenece a la familia lingüística otomangueana, distinta de la uto-azteca (entre cuyos miembros se cuenta el idioma náhuatl).

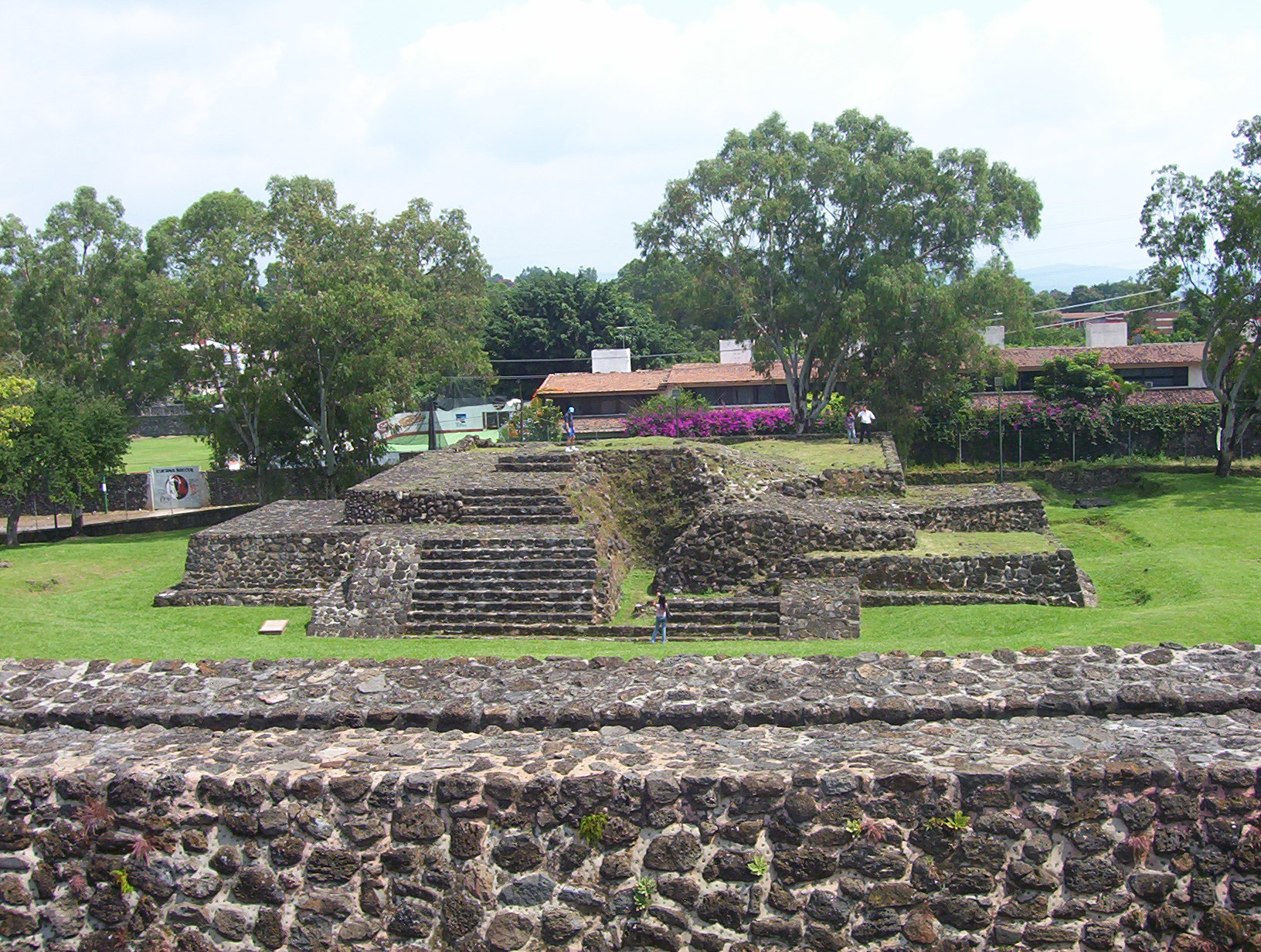
Sitio arqueológico de Teopanzolco, Cuernavaca.

Según el Códice Mendocino, Cuernavaca se encuentra entre los pueblos conquistados por Acamapichtli, y más adelante aparece entre los pueblos conquistados por Itzcóatl que ganó por la fuerza durante su señorío, y también está entre los 33 lugares que conquistó Moctezuma.
Los tlahuicas («los que amasan la tierra», en náhuatl) se dedicaban al cultivo del algodón, lo cual atrajo el interés de los mexicas. Cuauhnáhuac fue ciudad tributaria de ellos hasta la llegada del ejército de Hernán Cortés.[cita requerida] Cuauhnáhuac era ya considerada en esa época un lugar paradisíaco, por su hermoso clima y su gran variedad de flores.
En el periodo colonial, Hernán Cortés desempeñó un papel fundamental al fundar la iglesia de San José en Tlaltenango en 1523 y establecer la primera hacienda azucarera en la región. Posteriormente se inició la construcción del palacio de Cortés, con las construcciones de la ciudadela Tlahuica. Por eso actualmente es visible que hay pirámides debajo de la construcción.
La construcción del Palacio de Cortés en 1526 y el otorgamiento del título de Marqués del Valle de Oaxaca en 1529 destacan como hitos significativos de esta época.

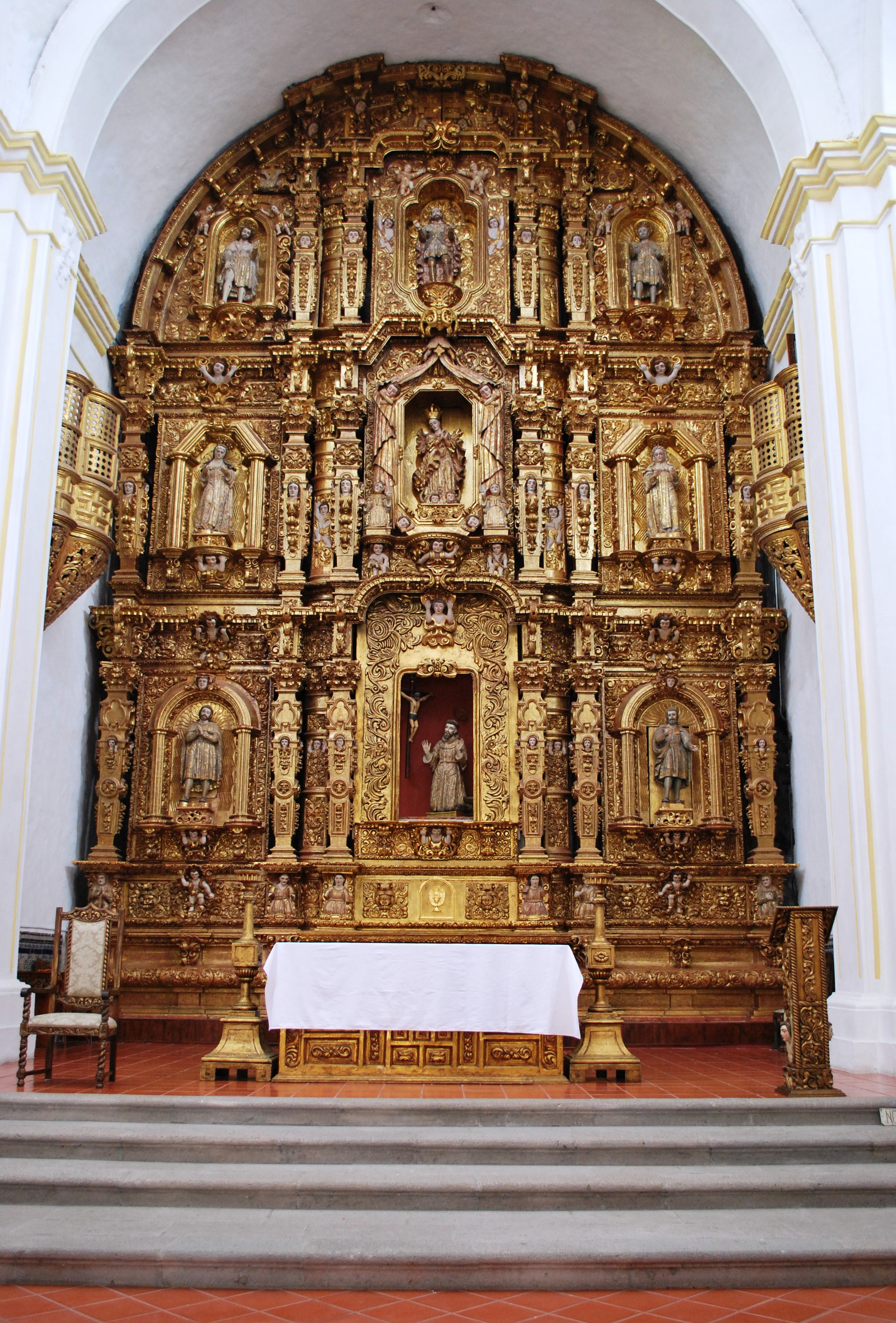
Altar mayor de la capilla de la Tercera orden de San Francisco. Cuernavaca, México.

Cuernavaca o Cuauhnáhuac formaba parte del Marquesado del Valle de Oaxaca. 
La fundación de este marquesado se estableció mediante Cédula Real de 6 de junio de 1529, en el que se otorgaba a Cuernavaca el título de Villa, aprovechando parte de su territorio para la organización social existente en el señorío de Cuauhnáhuac, eligiendo a Cuernavaca como la Alcaldía Mayor de este Marquesado, único señorío otorgado a la Nueva Etapa en el siglo XVI.
La llegada de los franciscanos en 1529 marcó el inicio de la influencia religiosa en Cuernavaca, extendiéndose luego por todo el territorio de lo que hoy es el estado de Morelos. La ciudad se mantuvo dentro de la provincia de México durante la era virreinal.
En el sitio que ahora ocupa el palacio de Cortés, en tiempos de la conquista había una ciudadela de los Tlahuicas, los cuales reunían un regular ejército que no podía ser sometido por los conquistadores españoles; la causa es que el acceso a este lugar desde Ciudad de México estaba impedido por una larga barranca, conocida como Barranca de Amanalco. En el actual barrio de Amatitlán Cortés hizo cortar enormes árboles de amate, que sirvieron como puente para la invasión a la ciudadela Tlahuica. El nombre de Amatitlán se deriva de esos grandes amates.
En la guerra de la independencia de México, fue una de las últimas ciudades de donde se retiraron las tropas españolas en 1822, después del combate de Juchitepec.
Geográficamente privilegiada, Cuernavaca se convirtió en un punto clave durante los movimientos independentistas, albergando a figuras destacadas como José María Morelos y Pavón y Agustín de Iturbide en su lucha por la libertad. Tras la consumación de la Independencia, Cuernavaca experimentó cambios políticos significativos, incluida su inclusión en el Estado de México entre 1827 y 1829, bajo el nombre de distrito de Cuernavaca.
Durante la guerra mexicano-estadounidense (1846-1848), Cuernavaca fue capturada por la brigada Cadwalader y se vio obligado a pagar retribuciones al Ejército de los Estados Unidos después de que cayera la Infantería de Cuernavaca bajo el mando de Francisco Modesto Olaguibel Martimón.

## Geografía

### Ubicación
La ciudad de Cuernavaca está situada en el este del municipio de Cuernavaca, el cual se sitúa en el noroeste del estado.
El zócalo de la ciudad está situado en las coordenadas geográficas: 18°55′20″N 99°14′06″O / 18.92222, -99.23500.

### Clima
El clima de la ciudad es muy variado por las diferencias tan marcadas en la altitud ya que el terreno en el que se encuentra varía entre los 1800 metros en el norte a los 1380 metros de altitud sobre el nivel del mar en la parte sur de la ciudad, por lo que el norte presenta un clima templado húmedo, y se vuelve un poco más cálido y menos húmedo hacia el centro y sur de la ciudad, pero en general el clima es semicálido semi-húmedo A (C)w2 el más fresco de los cálidos y el más húmedo del grupo de los subhúmedos de acuerdo con la clasificación de Köppen y Geiger.
Así mismo, presenta una temporada de lluvias desde mediados del mes de mayo hasta fines del mes de octubre con fuertes chubascos y tormentas principalmente por la noche, presentando un régimen de lluvias de 1,200 mm anuales en promedio y una temperatura media anual es de 20.9 °C, estas condiciones convierten a la ciudad de Cuernavaca en la más cálida y lluviosa de las ciudades del centro del país. Los meses más cálidos son abril y mayo con una temperatura que alcanza hasta los 34 °C durante el día en los días más cálidos. En contraste los meses de diciembre y enero son los meses más fríos descendiendo la temperatura por debajo de los 10 °C por la noche y madrugada.
También es de gran ayuda la gran cantidad de barrancas que tiene en todo su territorio, ayudando con esto a la regulación del clima al «refrescar» el aire que pasa por ellas.[cita requerida]
| Parámetros climáticos promedio de Cuernavaca (1951–2010)          | Parámetros climáticos promedio de Cuernavaca (1951–2010) | Parámetros climáticos promedio de Cuernavaca (1951–2010) | Parámetros climáticos promedio de Cuernavaca (1951–2010) | Parámetros climáticos promedio de Cuernavaca (1951–2010) | Parámetros climáticos promedio de Cuernavaca (1951–2010) | Parámetros climáticos promedio de Cuernavaca (1951–2010) | Parámetros climáticos promedio de Cuernavaca (1951–2010) | Parámetros climáticos promedio de Cuernavaca (1951–2010) | Parámetros climáticos promedio de Cuernavaca (1951–2010) | Parámetros climáticos promedio de Cuernavaca (1951–2010) | Parámetros climáticos promedio de Cuernavaca (1951–2010) | Parámetros climáticos promedio de Cuernavaca (1951–2010) | Parámetros climáticos promedio de Cuernavaca (1951–2010) |
| Mes                                                               | Ene.                                                     | Feb.                                                     | Mar.                                                     | Abr.                                                     | May.                                                     | Jun.                                                     | Jul.                                                     | Ago.                                                     | Sep.                                                     | Oct.                                                     | Nov.                                                     | Dic.                                                     | Anual                                                    |
| ----------------------------------------------------------------- | -------------------------------------------------------- | -------------------------------------------------------- | -------------------------------------------------------- | -------------------------------------------------------- | -------------------------------------------------------- | -------------------------------------------------------- | -------------------------------------------------------- | -------------------------------------------------------- | -------------------------------------------------------- | -------------------------------------------------------- | -------------------------------------------------------- | -------------------------------------------------------- | -------------------------------------------------------- |
| Temp. máx. abs. (°C)                                              | 31.5                                                     | 37.0                                                     | 36.0                                                     | 39.5                                                     | 39.4                                                     | 36.0                                                     | 34.0                                                     | 33.5                                                     | 31.5                                                     | 36.0                                                     | 31.0                                                     | 34.0                                                     | 39.5                                                     |
| Temp. máx. media (°C)                                             | 25.2                                                     | 26.5                                                     | 28.8                                                     | 30.1                                                     | 29.7                                                     | 27.1                                                     | 26.2                                                     | 26.1                                                     | 25.1                                                     | 25.9                                                     | 25.8                                                     | 25.2                                                     | 26.8                                                     |
| Temp. media (°C)                                                  | 18.7                                                     | 19.9                                                     | 21.9                                                     | 23.3                                                     | 23.5                                                     | 22.0                                                     | 21.1                                                     | 21.0                                                     | 20.4                                                     | 20.4                                                     | 19.7                                                     | 18.9                                                     | 20.9                                                     |
| Temp. mín. media (°C)                                             | 12.2                                                     | 13.3                                                     | 15.0                                                     | 16.6                                                     | 17.3                                                     | 16.8                                                     | 16.0                                                     | 15.9                                                     | 15.7                                                     | 14.9                                                     | 13.7                                                     | 12.7                                                     | 15.0                                                     |
| Temp. mín. abs. (°C)                                              | 3.0                                                      | 5.0                                                      | 6.5                                                      | 10.0                                                     | 11.0                                                     | 10.0                                                     | 11.0                                                     | 10.0                                                     | 10.0                                                     | 9.0                                                      | 3.0                                                      | 5.0                                                      | 3.0                                                      |
| Precipitación total (mm)                                          | 13.6                                                     | 7.2                                                      | 5.6                                                      | 15.5                                                     | 57.7                                                     | 250.9                                                    | 266.7                                                    | 268.1                                                    | 256.3                                                    | 100.2                                                    | 16.7                                                     | 5.2                                                      | 1263.7                                                   |
| Días de precipitaciones (≥ 0.1 mm)                                | 1.3                                                      | 1.3                                                      | 1.3                                                      | 3.3                                                      | 8.6                                                      | 18.8                                                     | 20.7                                                     | 21.0                                                     | 20.0                                                     | 9.7                                                      | 2.4                                                      | 1.1                                                      | 109.5                                                    |
| Horas de sol                                                      | 277                                                      | 271                                                      | 293                                                      | 276                                                      | 263                                                      | 209                                                      | 239                                                      | 219                                                      | 189                                                      | 237                                                      | 268                                                      | 270                                                      | 3011                                                     |
| Humedad relativa (%)                                              | 51                                                       | 47                                                       | 39                                                       | 40                                                       | 48                                                       | 62                                                       | 68                                                       | 67                                                       | 73                                                       | 68                                                       | 60                                                       | 56                                                       | 57                                                       |
| Fuente n.º 1: Servicio Meteorológico Nacional (humidad 1981–2000) |                                                          |                                                          |                                                          |                                                          |                                                          |                                                          |                                                          |                                                          |                                                          |                                                          |                                                          |                                                          |                                                          |
| Fuente n.º 2: Deutscher Wetterdienst (sol, 1961–1990)             |                                                          |                                                          |                                                          |                                                          |                                                          |                                                          |                                                          |                                                          |                                                          |                                                          |                                                          |                                                          |                                                          |

## Avifauna
Para el estado de Morelos se tiene un registro de 370 especies de las cuales 230 son residentes y de estas 112 endémicas, en el oeste de este estado es en donde se registra mayor riqueza de avifauna con un 71% que se explica por su diversidad topográfica y de hábitats así como el que sea uno de los tres municipios con mayor y más antiguo número de registros.
Algunos ejemplos de las aves que ahí se han avistado en alguna ocasión desde el año de 1952 son el gavilán pico-ancho (Chondrohierax uncinatus), el pibí boreal (Contopus cooperi), zorzal de Frantzius (Catharus frantzii), toquí de collar (Pipilo ocai). Se ha observado también a la especie de Alectoris chukar en la zona de Pino- Encino y desde hace 100 años en las barrancas de Cuernavaca al ave Melospsittacus undulatus.
Cabe destacar que en este municipio se encuentra un área para protección forestal con una superficie de 9,870 ha. Existe también un corredor biológico que cruza por el municipio así como una Zona de Conservación Ecológica “El Texcal” que se encuentra al este de Cuernavaca en donde si usted es amante de las aves podrá deleitarse.

## Demografía
La ciudad de Cuernavaca cuenta según datos del XIV Censo General de Población y Vivienda del Instituto Nacional de Estadística y Geografía (INEGI) con una población de 341 029 habitantes, representando un pequeño aumento de apenas 2379 habitantes respecto al censo de 2010 derivado del nulo espacio para expandir su mancha urbana ya que se encuentra completamente conurbado con otras ciudades del estado de Morelos como Jiutepec y Temixco que son las que acaparan los crecimientos de población. Es por su población la 49° ciudad más poblada de México.
| Gráfica de evolución demográfica de Cuernavaca entre 1900 y 2020                                  |
|                                                                                                   |
| Población de los censos del Instituto Nacional de Estadística y Geografía (INEGI) de 1900 a 2020. |

### Zona Metropolitana
La Zona Metropolitana de Cuernavaca conformada por los municipios de Cuernavaca, Jiutepec, Temixco, Emiliano Zapata, Xochitepec, Tepoztlán, Tlaltizapán y Huitzilac cuenta en 2020 con una población de 1,028,589 habitantes por lo cual se constituye como la 16° zona metropolitana más poblada de México.

## Contaminación ambiental
La calidad del clima de “La ciudad de la eterna primavera”, así como sus ecosistemas urbanos y periurbanos están en franco deterioro. De acuerdo al diagnóstico incluido en el Plan Estratégico de Desarrollo Sustentable “Biosfera Urbana Cuernavaca” (CEPA, 2009), se describen como prioritarios los siguientes conflictos urbano-ambientales en el municipio:
1. Degradación de las “barrancas” por asentamientos indiscriminados, desagües domiciliarios sin tratamiento, basura y falta de accesibilidad para la limpieza.
2. Deterioro y pérdida de servicios ambientales (agua, aire, clima) de los bosques altos de la zona norte, por asentamientos habitacionales y talas indiscriminadas.
3. Manejo inadecuado de los residuos, tanto domiciliarios como de la poda de jardines públicos y privados.
4. Falta de áreas verdes de uso público en la trama urbana, en contraposición a cierta “imagen verde” debida a la abundante vegetación de las áreas privadas.
5. La trama urbana en contraposición con la topografía de pronunciados desniveles genera serios inconvenientes de conectividad vehicular y peatonal.
6. Diseño y materiales inadecuados en las nuevas construcciones y carencia de uso de energías alternativas.
7. Inadecuada reglamentación y normas de construcción que promuevan o exijan el hábitat sustentable.
8. Mantenimiento de una excesiva vegetación exótica en la ciudad que requiere un alto consumo de agua potable.
9. Redes de infraestructura obsoletas, que producen pérdidas de rendimiento, y aplicación de modelos y sistemas importados, inadecuados para nuestra topografía.
10. Incremento de la contaminación del aire (industrias, tránsito 10. automotor, quema de basura) y ruidos (tránsito automotor, publicidad callejera).
11. Deterioro de la imagen urbana por redes de cables aéreos y cartelería de publicidad.

Respecto a la calidad climática en la ciudad existe evidencia científica que demuestra la formación de una extensa isla de calor en la zona poniente de la ciudad, la cual presenta la elevación de la temperatura en más de 2 grados centígrados.
A ello debe sumarse también el hecho de que el clima regional está en transformación como consecuencia del cambio climático global. Durante la estación de lluvias la precipitación tiende a concentrarse en un periodo más corto, presentándose todos los años severas tormentas que ocasionan inundaciones y deslaves, y durante la estación seca se presentan calores extremos muy secos que rebasan los 40 °C y fríos comparables a los del distrito federal (UAEM-INE, 2006).

## Economía
La economía del valle de Cuernavaca se sustenta principalmente en las industrias de cemento, papel, tabaco y refrescos, además de contar con ingenios azucareros y el cultivo del maíz. La actividad comercial desarrollada gracias a la vocación turística de la ciudad es otra de las grandes contribuyentes a la economía de la ciudad. Y es que su paisaje se distingue por las numerosas casas de descanso que tiene, ya que Cuernavaca es el lugar de recreación favorito de los residentes de la capital del país por su cercanía y bondadosa naturaleza.

## Gobierno

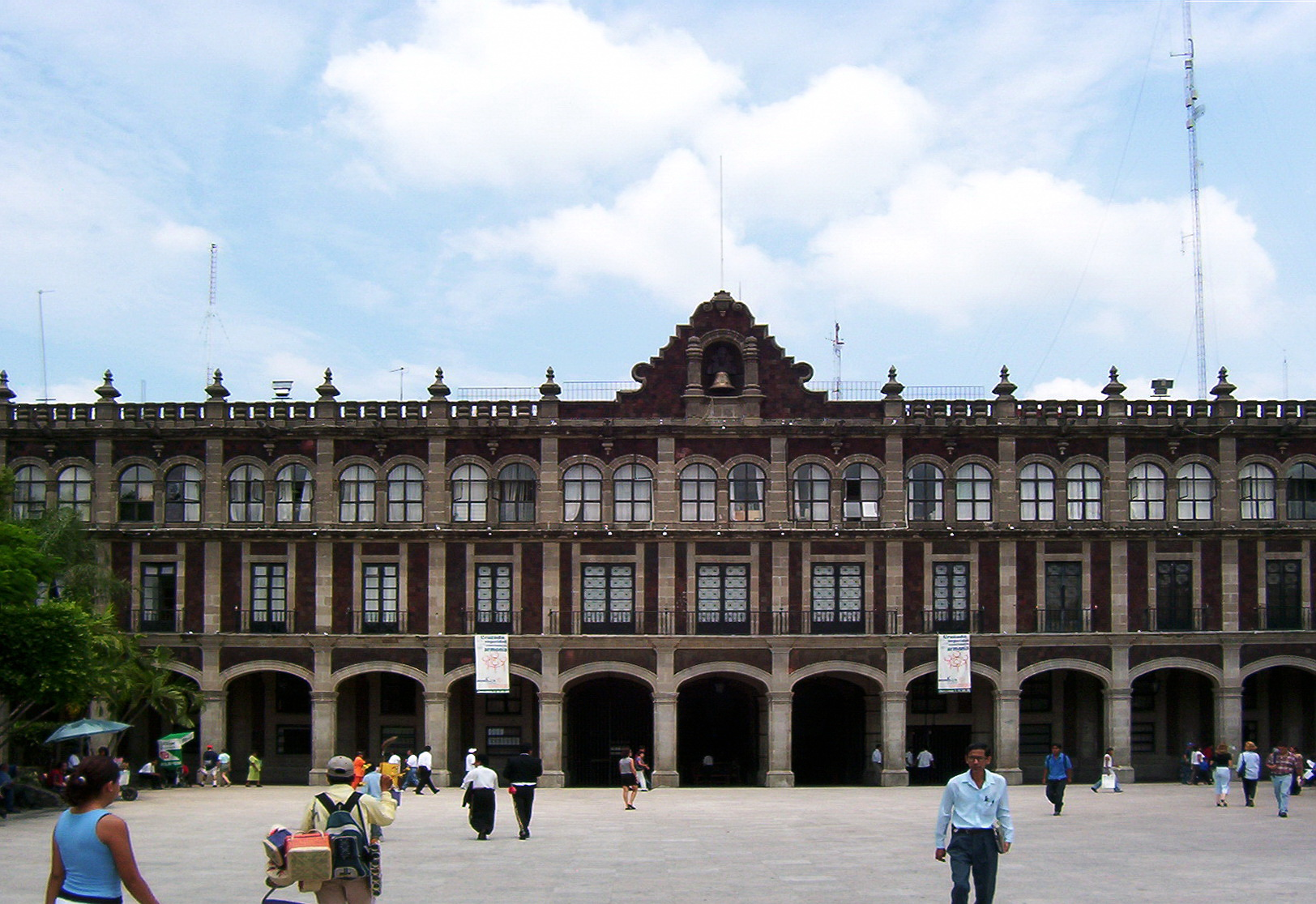
Palacio de Gobierno. Sede del Poder Ejecutivo Estatal

Cuernavaca es la capital del estado de Morelos por lo que alberga al gobierno del estado y también es la cabecera municipal del municipio de Cuernavaca. Su relación con la Federación mexicana lo sujeta a las disposiciones generales que afectan a toda la nación, pero retiene su autonomía con respecto a los demás estados, nacionales o extranjeros, y con la Federación para todos aquellos asuntos de orden interno. Es de destacarse que solo los partidos políticos registrados, pueden presentar candidatos a cualquier puesto de Representación popular, y por tanto, las candidaturas independientes son inexistentes. Solo se puede ser legislador o representante popular independiente, cuando, el partido que postuló al candidato ganador pierde el registro; o cuando el candidato ganador renuncia a su partido.

## Educación e investigación científica
El municipio cuenta con escuelas para los niveles básico, medio superior y superior, tanto públicas como privadas. También posee un gran número de centros de investigación, lo que la convierte en una de las ciudades con mayor concentración de científicos e investigadores en América Latina. Morelos es, además, el único estado de México que cuenta con su propia academia de ciencias: la Academia de Ciencias de Morelos.[cita requerida]
La Universidad Autónoma del Estado de Morelos (UAEM) es la universidad estatal, de carácter público, y está ubicada en el norte de la ciudad. Incluye facultades donde se imparten cursos de licenciatura en química, biología, medicina, derecho, farmacia, matemáticas, física, historia, ciencias, sociología, antropología, psicología y otras. Además, cuenta con algunos centros de investigación dentro de la ciudad de Cuernavaca y en otros sitios del estado de Morelos: el Centro de Investigaciones Químicas (CIQ), el Centro de Investigaciones Biológicas (CIB), el Centro Nacional de Investigación y Desarrollo Tecnológico (CENIDET), el Instituto de Investigaciones Eléctricas (IEE), el Instituto Mexicano de Tecnología del Agua (IMTA) y el Instituto Nacional de Investigaciones Forestales, Agrícolas y Pecuarias (INIFAP) entre otros. Es la universidad estatal con mayor número de investigadores inscritos en el Sistema Nacional de Investigadores (SNI).
Cuernavaca cuenta también con los campus del Instituto Tecnológico y de Estudios Superiores de Monterrey (ITESM) y de la Universidad del Valle de México (UVM) de carácter privado, así como el Campus Morelos de la UNAM, dedicado primordialmente a la investigación y a estudios de posgrado. Se imparte allí la licenciatura en ciencias genómicas.
Otros institutos de educación e investigación ubicados en Cuernavaca son:
Instituciones públicas
- Academia Nacional de Investigación y Desarrollo, AC. (ANIDE)
- Instituto de Investigaciones Eléctricas (Secretaría de Energía)
- Centro Nacional de Investigación y Desarrollo Tecnológico (TecNM)
- Instituto Mexicano de Tecnología del Agua (Semarnat)
- Instituto de Biotecnología (UNAM)
- Instituto de Matemáticas. División Cuernavaca (UNAM)
- Instituto Interescolar del Estado de Morelos, AC. (INEM)
- Instituto de Ciencias Físicas (UNAM)
- Instituto de Energías Renovables (UNAM)
- Centro Regional de Investigaciones Multidisciplinarias (UNAM)
- Centro de Investigación en Biotecnología (UAEM)]
- Centro de Investigaciones y Servicios psicológicos (UAEM)
- Facultad de Medicina (UAEM)
- Facultad de Farmacia (UAEM)
- Instituto Nacional de Salud Pública
- Centro Morelense de las Artes del Estado de Morelos
- Centro de Educación Continua Unidad Morelos del Instituto Politécnico Nacional
- El Colegio de Morelos (COLMOR)

Instituciones privadas
- Instituto Cumbres Cuernavaca
- Escuela Waldorf de Cuernavaca
- Easy Languages
- Colegio Jean Piaget
- Colegio Acalli Montessori Cuernavaca
- Colegio Madrid de Cuernavaca
- Cuauhnáhuac Instituto de Lenguas y Cultura
- Universidad Internacional (UNINTER)
- Tecnológico de Monterrey Campus Cuernavaca (ITESM)
- Colegio Metropolitano
- Universidad Latina Campus Cuernavaca (UNILA)
- Universidad Aztlán
- Universidad La Salle de Cuernavaca (ULSAC)
- Universidad del Valle de México (UVM)
- Arthur Holly Compton
- Discovery School
- Colegio Emile Durkheim
- Centro Universitario Angloamericano
- Centro Universitario Aztlán
- Colegio Emilio Freixas
- London School
- Colegio Oxford
- Colegio Marymount
- Centro Universitario Anglo Mexicano (CUAM)
- Colegio Darwin
- Grupo Educativo Loyola
- Colegio Cuernavaca
- Colegio Lancaster de Cuernavaca
- Colegio Americano
- Colegio Alexander Von Humboldt
- Clover School
- Colegio Hellen Keller
- Colegio Boston
- Universidad del Valle de Cuernavaca (UNIVAC)
- Colegio Miraflores de Cuernavaca
- Colegio Framboyán
- Colegio Fray Juan de Zumarraga
- Colegio Freinet
- Escuela de Derecho, Posgrados y Práctica Jurídica
- Universidad Fray Luca Paccioli
- Colegio Gandhi de Cuernavaca
- Preparatoria Robert Kennedy
- Colegio Guadalupe
- Colegio Williams de Cuernavaca
- Universidad Latinoamericana (ULA)
- Colegio Morelos
- Centro Universitario Portugués
- Colegio Moderno
- Escuela Militarizada Cristóbal Colón
- Colegio Diamantes
- Universidad Europea Campus Cuernavaca
- Colegio América Unida

## Patrimonio
Cuernavaca ha sido siempre un destino vacacional para los habitantes de la Ciudad de México: tanto los tlatoanis mexicas como los españoles y por supuesto, los habitantes de la actual Ciudad de México han escogido Cuernavaca como uno de sus destinos principales. Cuernavaca es un punto de atracción para gente de muchas partes del mundo debido a su historia, sus paisajes, su colorido y su excelente clima.
En Cuernavaca se encuentran restos de las culturas olmeca, mexica y tlahuica, edificios coloniales como el Palacio de Cortés o la Catedral, sitios relacionados con la Revolución, Emiliano Zapata.
También se encuentran galerías de arte, zonas arqueológicas como Xochicalco, verdadera joya arqueológica por sus pirámides y, en particular, su juego de pelota. Tepoztlán, lugar mágico por su hermoso paisaje y combinado con el reto que representa llegar a la pirámide del Tepozteco y Teopanzolco, que se encuentra en el corazón de la ciudad de Cuernavaca.
Los principales monumentos y sitios turísticos de la ciudad se listan a continuación:

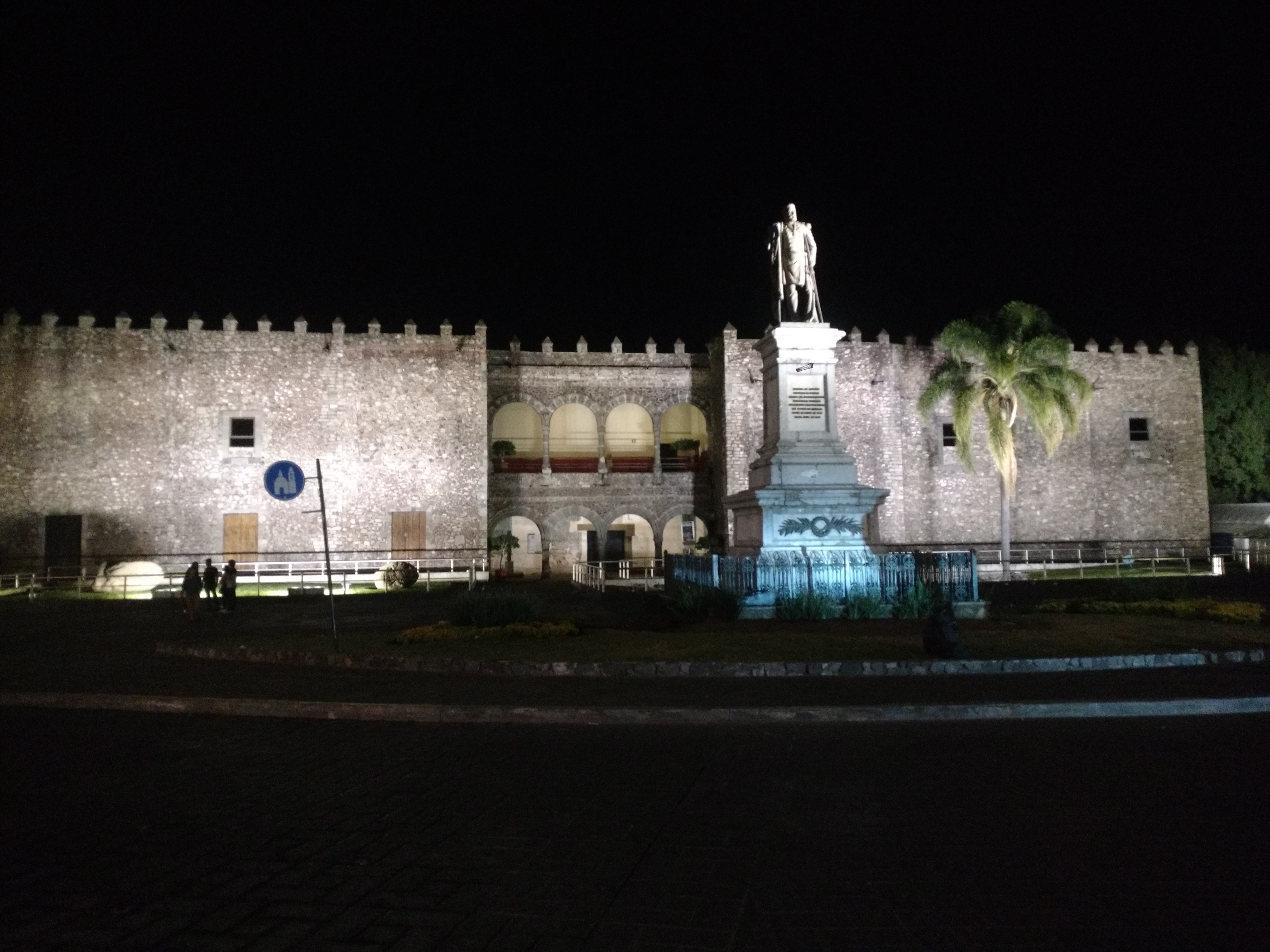
Vista nocturna del Palacio de Cortés.

### Palacio de Cortés

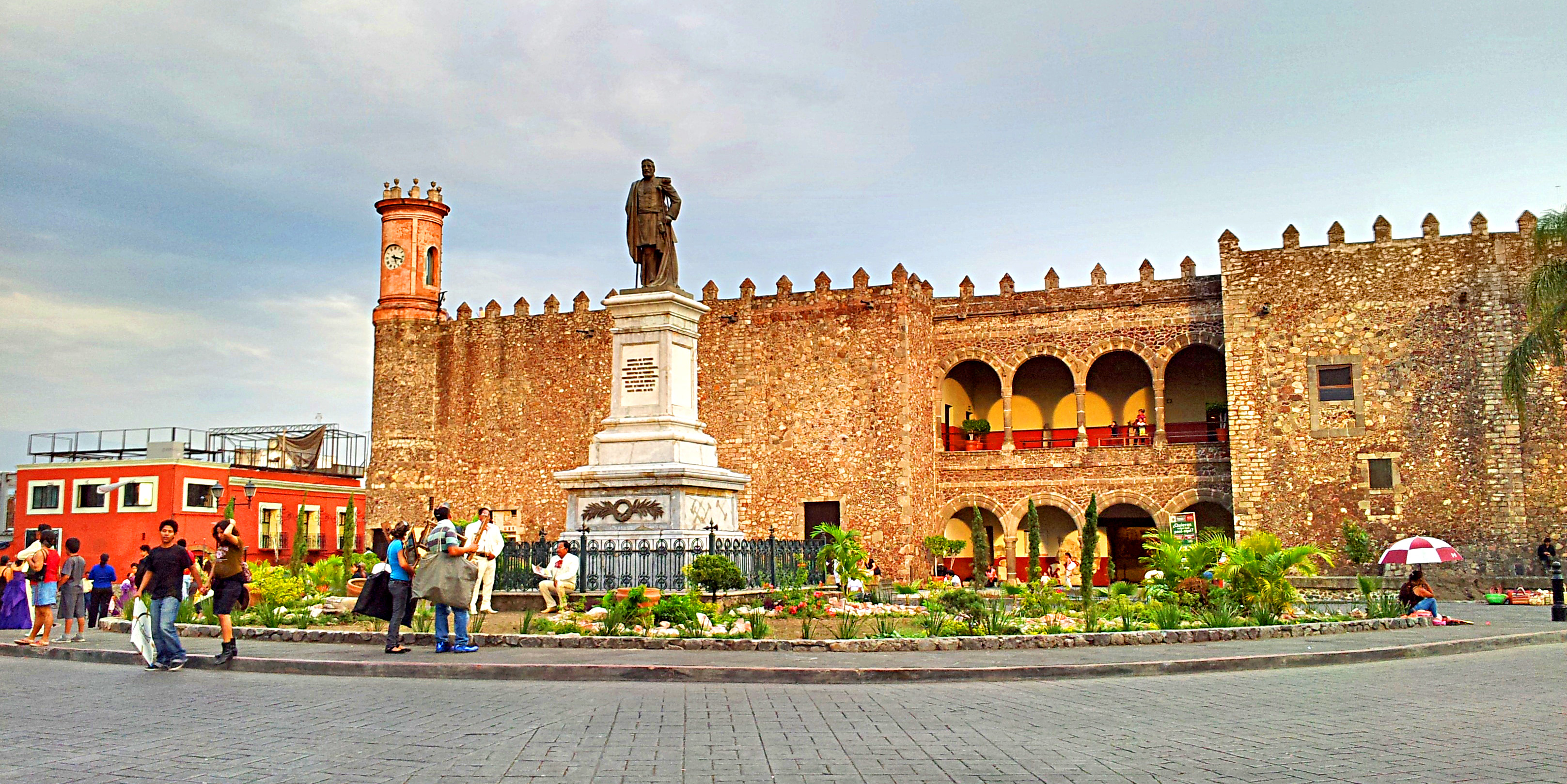
Palacio de Cortés.

El Palacio de Cortés es un monumento histórico ubicado en Cuernavaca, Morelos, ordenado construir por Hernán Cortés en los años inmediatos a la Conquista de México. Fue su residencia después de vivir en la Ciudad de México, en donde asentó la encomienda dada al recibir el Marquesado del Valle de Oaxaca. Guarda una enorme similitud con el Alcázar de Colón de Santo Domingo, República Dominicana, el cual es anterior a este (1506). Actualmente es sede del Museo Cuauhnáhuac.
El Palacio de Cortés puede apreciarse en dos dimensiones: la primera desde el punto de vista arquitectónico, el cual nos refiere las diferentes etapas de su construcción en el siglo XVI. Edificado sobre las ruinas de la sede del Señorío de Cuauhnáhuac, se destinó posteriormente a templo católico, palacio del conquistador y su familia, cárcel, palacio de la República y sede del Gobierno Estatal.
La segunda la constituye su carácter de museo y centro cultural desde el 2 de febrero de 1974, ya que en su interior se resguarda una importante colección de bienes paleontológicos, arqueológicos, históricos y artísticos que describen e ilustran el devenir del Estado de Morelos.
En la sala de exposiciones temporales se muestra fundamentalmente el legado histórico y arqueológico de México; mientras que en el auditorio Juan Dubernard, se realizan permanentemente ciclos de conferencias y de cine. Asimismo, tienen lugar diversas actividades culturales, artísticas y académicas organizadas por el INAH y por otras instituciones de manera articulada.

### Catedral de Cuernavaca

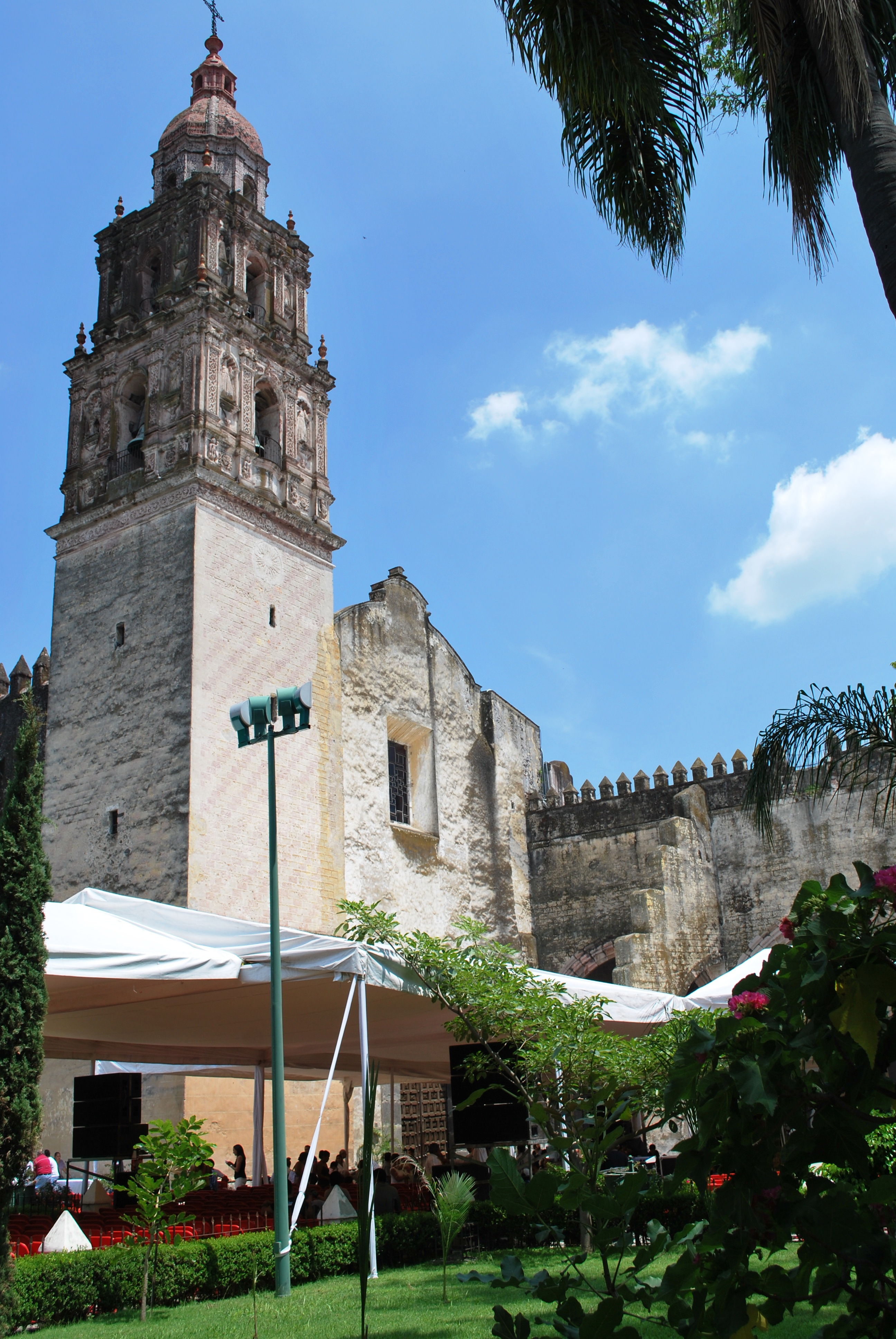
Catedral de la Asunción de María

La Catedral de Cuernavaca fue el quinto edificio dedicado al culto católico que se construyó en México (Nueva España) en 1537 como un convento religioso dedicado a la «Asunción de María», este edificio se conservó como convento hasta que a finales del siglo XVIII, cuando se creó la diócesis de Cuernavaca y al no existir una iglesia para establecer su sede, se elevó al rango de catedral al convento. La Catedral, como otros 11 ex conventos ubicados en el Estado de Morelos, forman parte de los Primeros monasterios del siglo XVI en las faldas del Popocatépetl declarados Patrimonio Cultural de la Humanidad por la UNESCO.
Patio Trasero y Librería.
En la parte de atrás del templo mayor, hay un patio, donde está localizada una librería de la Catedral. Cuenta con 12 árboles y uno grande en medio del patio con una estrella que simbolizan los 12 apóstoles y Cristo en medio con su estrella de Nazareth. Algunos de los servicios con los que cuenta la catedral de Cuernavaca son las misas Dominicales con los horarios 7:00 a. m. 9:00 a. m. 10:30 a. m. 12:00 p. m. 1:30 p. m. 5:00 p. m. 6:00 p. m. y 8:00 p. m.. Actualmente esta a su cargo el monseñor Ramón Castro quien fue ordenado sacerdote para la diócesis de Tijuana en 1982.

### Jardín Borda

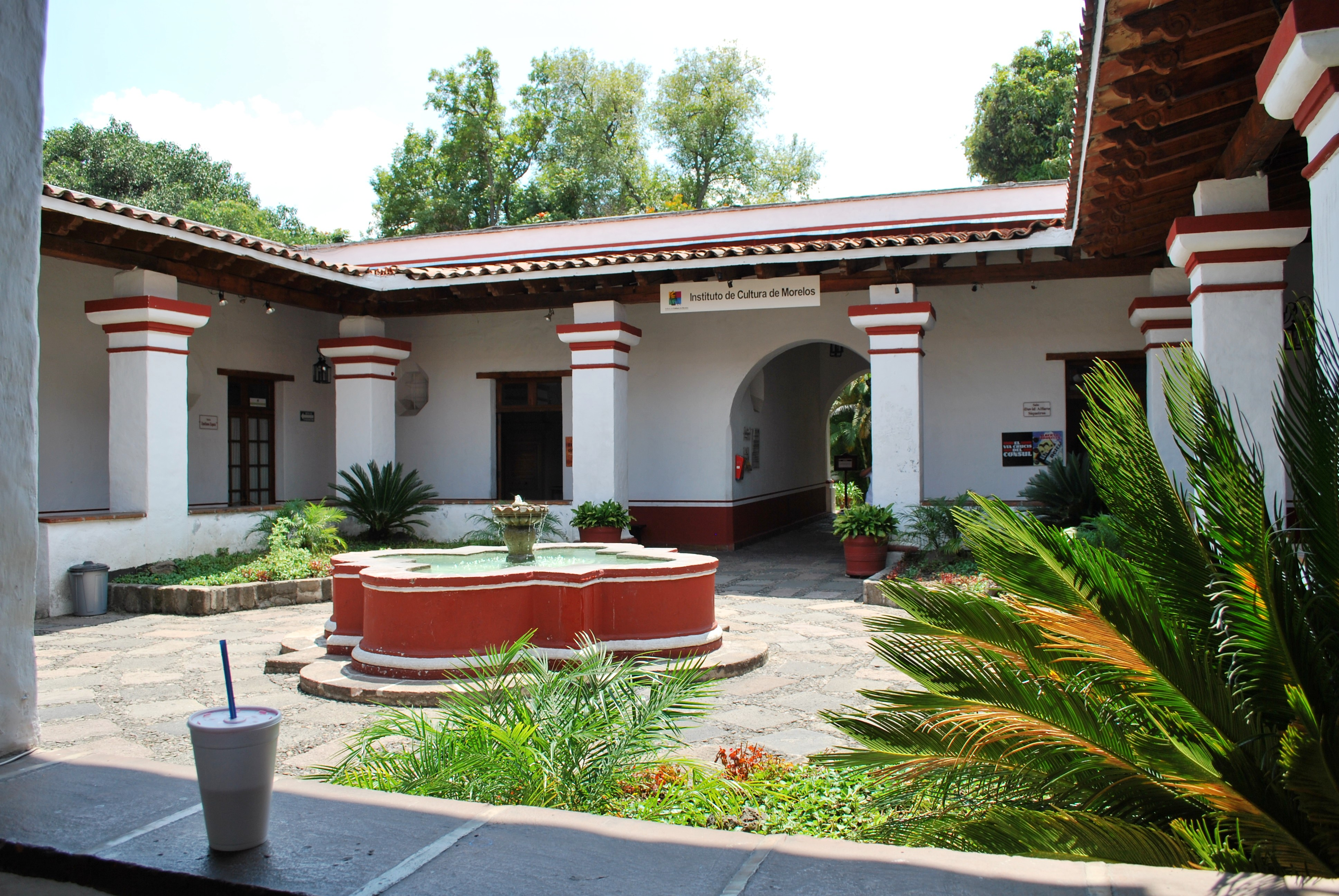
Museo Jardín Borda

El jardín Borda es una construcción que edificó el acaudalado minero taxqueño José de la Borda como una casa de reposo, que además cuenta con su propia iglesia; tiempo después el jardín se convirtió en la casa de reposo del emperador Maximiliano de Habsburgo y su esposa Carlota, y por último se convirtió en lo que hoy es el Museo Jardín Borda, que exhibe la flora y fauna de la ciudad de Cuernavaca; cabe destacar que en este recinto se sembraron los primeros árboles de mango de la Nueva España.Se encuentra muy cerca de la catedral de Cuernavaca. En 1991, se remodeló la llamada "Sección Juárez", en la cual se logra recrear el ambiente antiguo del edificio. En esta sección se encuentra el Museo del lugar, el cual cuenta con muebles y vestidos del siglo XVIII, y con copias de documentos del Imperio.
Ya que su fundador muy afecto al estudio de la botánica y horticultura, reunió en este sitio varias especies de plantas en varios jardines. A la muerte de este el 30 de mayo de 1778, el parque se transforma en un lugar recreativo y jardín botánico, que ya en ese entonces contaba con cientos de variedades de árboles frutales y plantas de ornato. Las obras del jardín Borda incluyendo el lago interior se terminaron en 1783. En 1784 de construyó la vecina iglesia de Guadalupe.

### Chapitel del Calvario

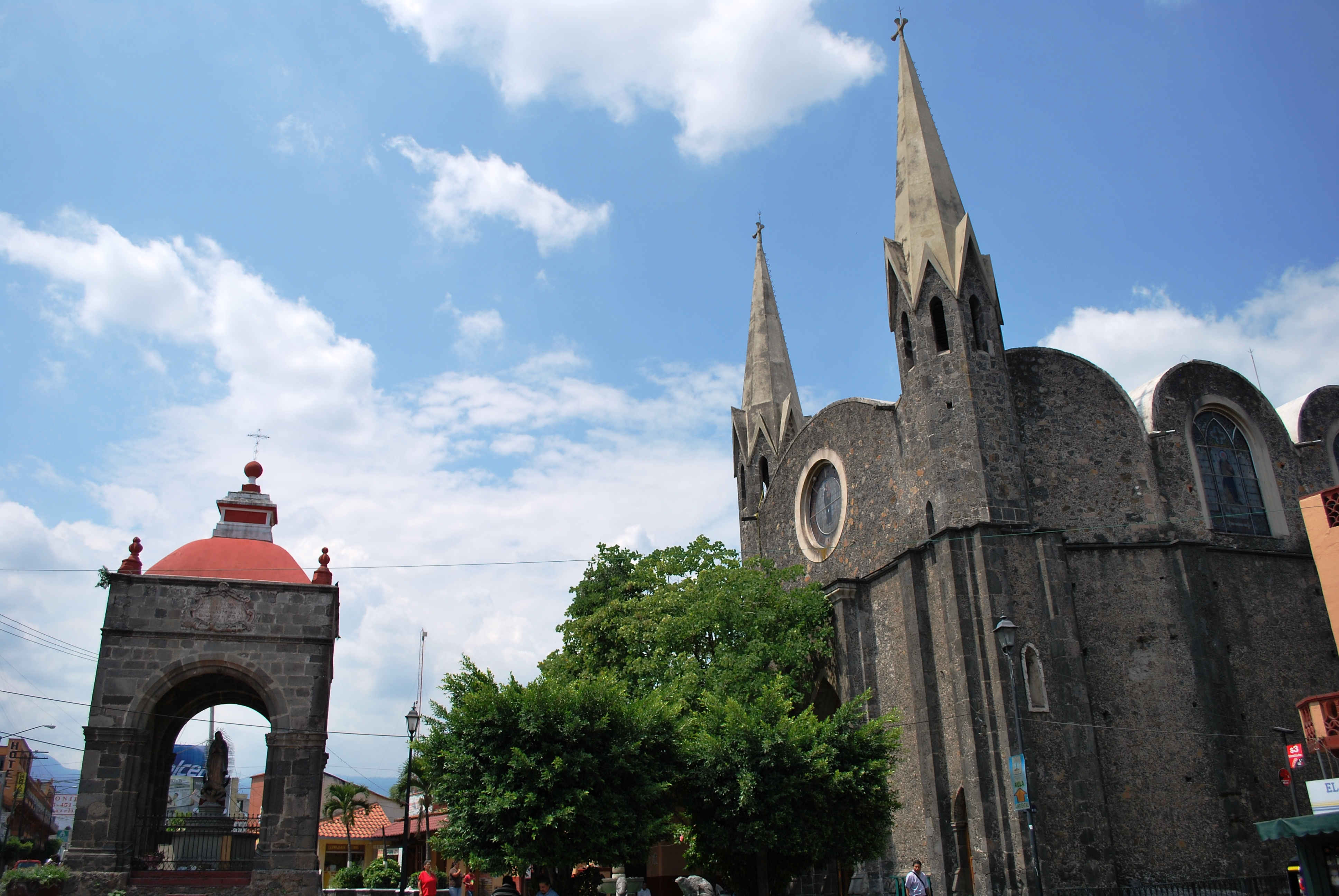
Templo de San José El Calvario

El Calvario de Cuernavaca está formado por dos edificios; uno construido en 1538 por el que recibió el nombre de "Chapitel", que es una capilla cubierta por una cúpula o chapitel, con una escultura de la Virgen de Guadalupe en el centro, pero que anteriormente estuvo ocupado por una cruz, por lo que se le conoció como el Calvario. El segundo edificio es un templo con arquitectura romántica dedicado a San José y se encuentra frente al Chapitel; fue construido en 1900 y su fin era albergar a los peregrinos del barrio El Calvario.

### Teopanzolco
El nombre Teopanzolco es de origen náhuatl y está compuesto por partículas "teopan" que significa templo; "zolli" que significa viejo y "co" que es un locativo, por lo que la palabra Teopanzolco quiere decir "En el templo viejo".
Es una zona arqueológica del Valle de Morelos, cuyas evidencias más tempranas de ocupación se remontan al Posclásico Medio. Sin embargo, los restos arquitectónicos y cerámicos de este lugar indican que el primer asentamiento quedó destruido y sobre sus restos, sepultados bajo el piso de la plaza, se construyeron nuevos edificios, correspondientes al Posclásico Tardío. Los primeros pobladores de Teopanzolco posiblemente eran los Tlahuicas, como lo mencionan las fuentes escritas del siglo XVI. A la llegada de los mexicas que ocuparon esta región, se construyeron nuevos templos, palacios y casas habitación. Entre ellos sobresale un alto basamento, en cuya cima había templos de Tláloc y Huitzilopochtli.
Actualmente se encuentra abierto al público en general.

### Jardín Juárez

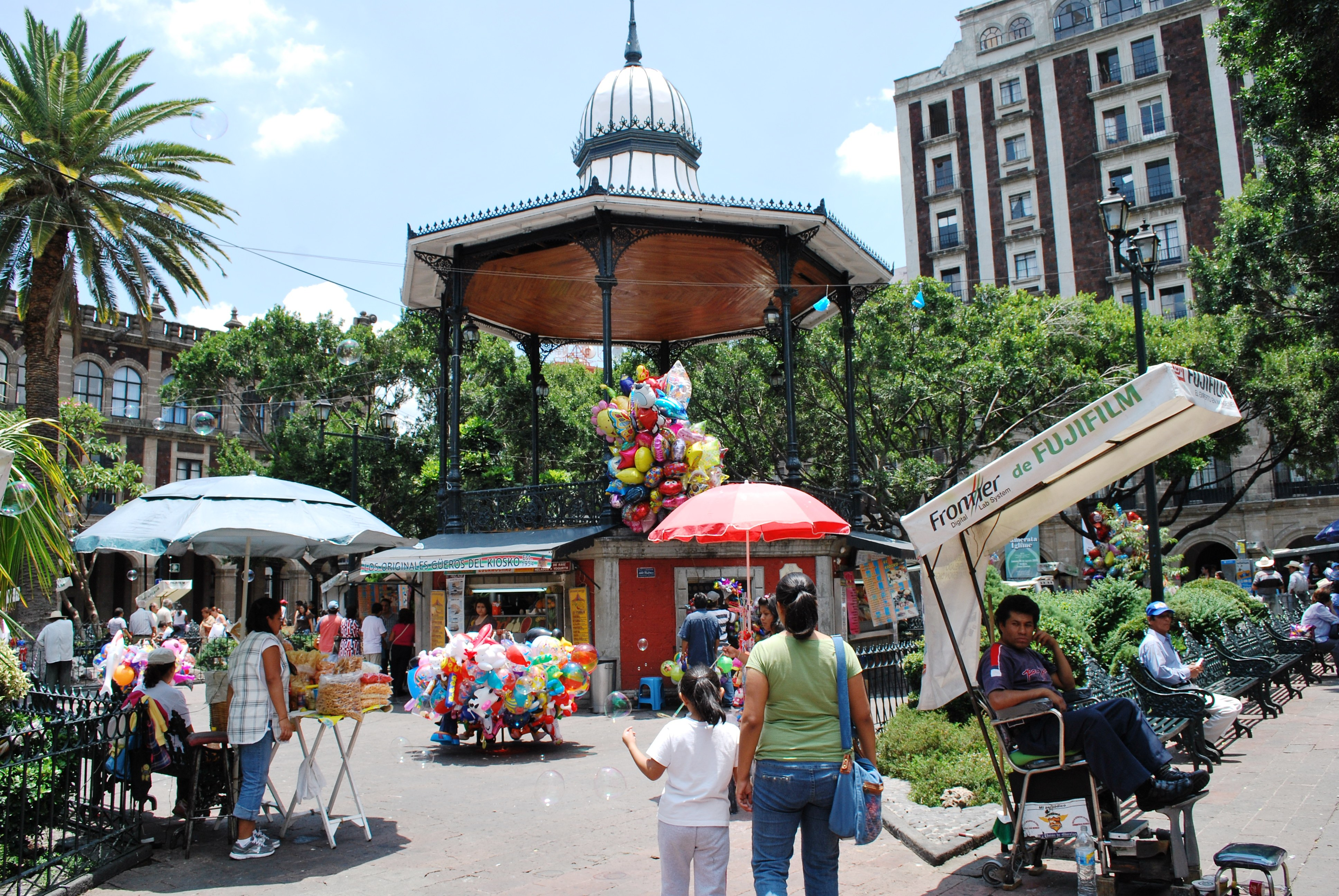
Kiosco del jardín Juárez

El jardín Juárez, anteriormente Plaza Maximiliano, es una pequeña plaza ubicada a un costado del Palacio de Gobierno Estatal; también conocido como «Kiosco» porque en el centro de este, se levanta un bello kiosco diseñado por el arquitecto Gustave Eiffel, quien creó en París la famosa Torre Eiffel.
Es considerado el jardín más antiguo de la ciudad y uno de los más bellos.

### Parque Ecológico Chapultepec

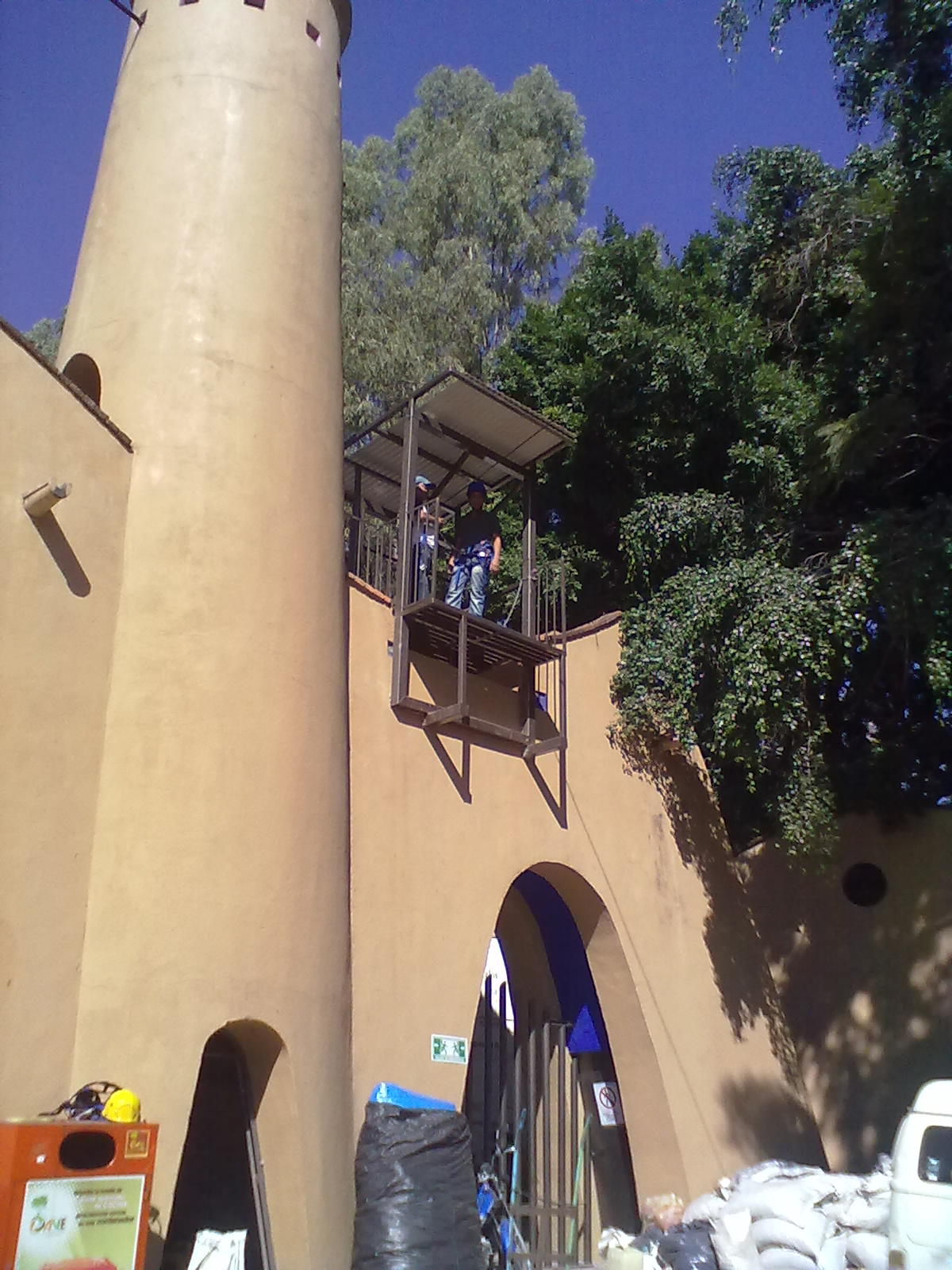
Parque ecológico Chapultepec

El Parque Ecológico Chapultepec, anteriormente conocido como "Jungla Mágica", es un parque ubicado en la Colonia Chapultepec de la ciudad Cuernavaca, Estado de Morelos. Tiene una superficie aproximada de 11 hectáreas, con un recorrido lineal de 1.5 kilómetros; en su interior habitan árboles de más de 250 años y entre sus atracciones principales destacan El Planetario, La Casa del Terror, La Casa del Tío Chueco, El Herpetario, La Plaza El Pueblito, entre otras.

### Papalote Cuernavaca
Papalote Museo del Niño Cuernavaca o Papalote Cuernavaca es un museo interactivo infantil de interpretación y descubrimiento del mundo artístico y estético, en donde los niños son los actores principales y el juego, la herramienta de todas sus expresiones.

### Hotel Casino de la Selva

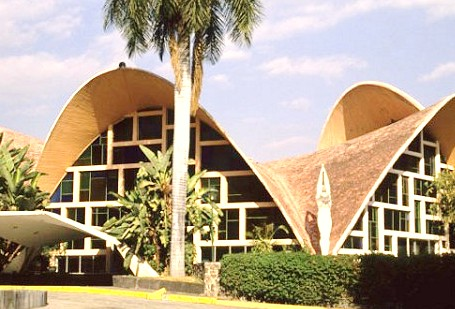
Restaurante del antiguo Casino

El Hotel Casino de la Selva fue uno de los lugares favoritos para vacacionar de los capitalinos mexicanos. El lugar se creó en la década de 1930 para establecer en él un salón de juegos, y posteriormente un hotel.
Estaba instalado en un predio de 10 hectáreas, con presencia de manantiales y gran variedad de especies vegetales. También se presumía la existencia de evidencias de culturas prehispánicas que podrían contar con más de 1500 años.
En 1956 el arquitecto Jesús Martí proyectó la remodelación integral del Casino, cuando el empresario de origen español Manuel Suárez y Suárez lo adquirió. Esta remodelación incluía un aumento en el número de habitaciones, un salón de fiestas, una discoteca y un boliche. No contento con toda la remodelación, en esa misma década mandó llamar al Arquitecto Félix Candela quien proyectó para ese hotel sus innovadoras paraboloides hiperbólicas para el área del casino (mejor conocidos como «techos de paraguas»).
Dentro sus edificios y pasillos también plasmaron su firma y obra los artistas: Josep Renau sobre la hispanidad, José Reyes Meza, Guillermo Ceniceros, David Alfaro Siqueiros, Jorge Flores, Francisco Icaza y Jorge González Camarena entre otros.
Entre los huéspedes más renombrados se encuentra el célebre pintor y muralista mexicano Gerardo Murillo, conocido como el doctor Atl. Este muralista se encargó de pintar murales dentro del predio de su amigo Don Manuel, a cambio de hospedarse sin costo. En este hotel, el escritor Malcolm Lowry ideó su célebre novela Bajo el volcán a finales de la década de 1930. También se hospedaron aquí Miguel Alemán y su esposa Beatriz, Manuel Ávila Camacho, Leonora Carrington, Morquecho y el emperador de Siam entre otros.
La demolición del Hotel comenzó en julio de 2001 cuando la empresa americana Costco lo adquirió del Fobaproa para instalar un centro comercial con estacionamiento. Ante la situación de alarma generada entre la comunidad de vecinos, artistas, políticos y público en general, el gobierno de Morelos redactó un acuerdo en 2001 por el cual se establecía que la empresa debía conservar el patrimonio cultural, arqueológico, histórico y las áreas verdes que se encontraban en el predio del ex Hotel. La lucha contra la demolición de los murales y la no reanudación de las obras de construcción del centro comercial llevó a varios activistas, entre los que se encontraban políticos, a ser detenidos por la policía. Finalmente la empresa accedió a salvar parte de los murales y parte de la forestación circundante.

### Jardín Etnobotánico de Cuernavaca
Un predio de casi 4 hectáreas que hace más de 150 años Maximiliano de Habsburgo considerara como su casa de reposo.
Hoy es un espacio del Instituto Nacional de Antropología e Historia, dedicado a conservar y preservar las plantas más grandes del país que forman parte del conocimiento ancestral conocido como Herbolaria (uso de plantas para el tratamiento de padecimientos humanos de diversa índole).

### Barranca de Amanalco
La barranca de Amanalco está en el centro de Cuernavaca. Entrando por el parque Porfirio Díaz, se sigue por una pasarela de aproximadamente tres kilómetros al lado de un riachuelo. Junto a él se encuentra abundancia de plantas y árboles nativos de la región.
La barranca de Amanalco, durante la década de 1990, fue rescatada, construyendo un andador de trescientos metros que ha sido acondicionado como paseo turístico. La entrada está a la altura del puente Porfirio Díaz; es de admirar el denso follaje y la tranquilidad que se siente al bajar, pues los ruidos de la ciudad son completamente ahogados, escuchándose únicamente las aves y el agua que corre entre las piedras.
Los fines de semana se ofrece un breve espectáculo de luz y sonido. El paseo que se puede realizar a esta barraca es por dos accesos: uno por el extremo norte, ingresando por donde concluye la calle Profesor Agustín Güemes Celis, junto al puente Gral. Porfirio Díaz; el otro al extremo sur, donde termina la calle Vicente Guerrero (ingresando por las oficinas de la Secretaría de Turismo).

### Museo Robert Brady

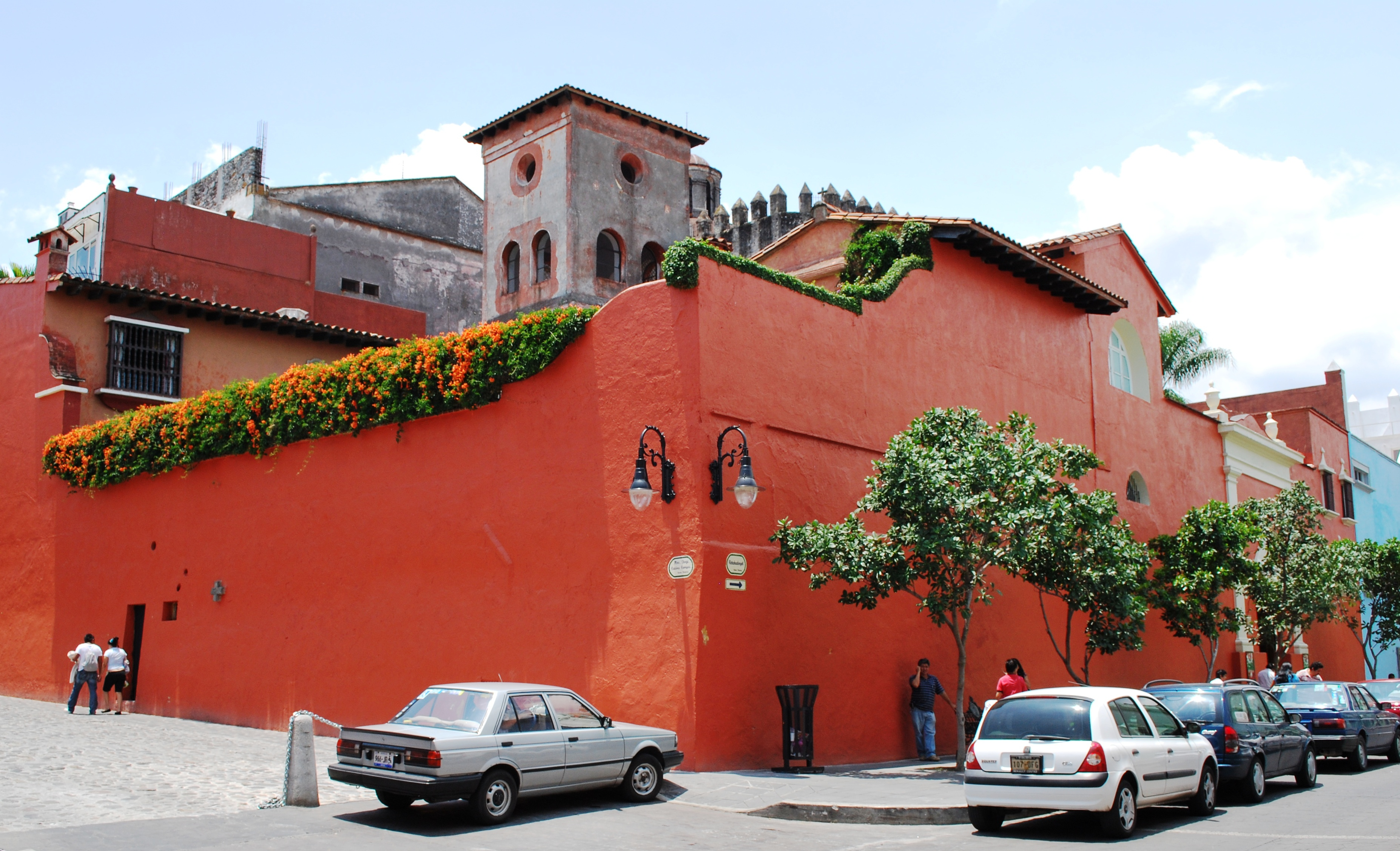
Museo Robert Brady.

A un costado de la Catedral de Cuernavaca se encuentra la «Casa de la Torre», que contiene una colección de pinturas y artes decorativas de todo el mundo. En una sección del convento franciscano del siglo XVI se exponen las colecciones reunidas por Robert Brady (1928-1986), natural de Iowa y residente durante unos años en Venecia antes de trasladarse definitivamente a Cuernavaca en 1962.
Durante su vida viajó incansablemente para incrementar su colección particular, que cuenta con obras de Rufino Tamayo, Frida Kahlo, Miguel Covarrubias, Maurice Prendergast, Marsden Hartley y Graham Sutherlan.
La colección de más de 1300 piezas incluye muebles coloniales mexicanos, figuras prehispánicas junto con arte de África, las Américas, Oceanía, India y el Lejano Oriente. Con su ojo de artista, Brady, pintor y diseñador, organizó este rico mosaico de diversos estilos y épocas.
Las catorce habitaciones se encuentran tal y como las dejó Brady. Así mismo, se puede apreciar las esculturas y la vegetación tropical del jardín y del patio.

## Cultura
Una de las expresiones más importantes, no solo de la ciudad, sino del estado de Morelos, son los chinelos, danzantes que amenizan los carnavales con su baile y sus características vestimentas. El nombre se deriva del vocablo náhuatl zineloquie, que significa «disfrazados». En las tardes de fiestas, incluso en algunas que no son de carnaval, los chinelos danzan incansablemente el brinco por todo el pueblo, por separado, efectúan saltos múltiples en diferentes posturas, siguiendo el rítmico y contagioso compás de la tambora, de los platillos y de los instrumentos de viento que componen la banda.
Los chinelos más conocidos en el estado de Morelos son los de Tlayacapan, Tepoztlán y Yautepec, mostrando diferente vestuario y danza.

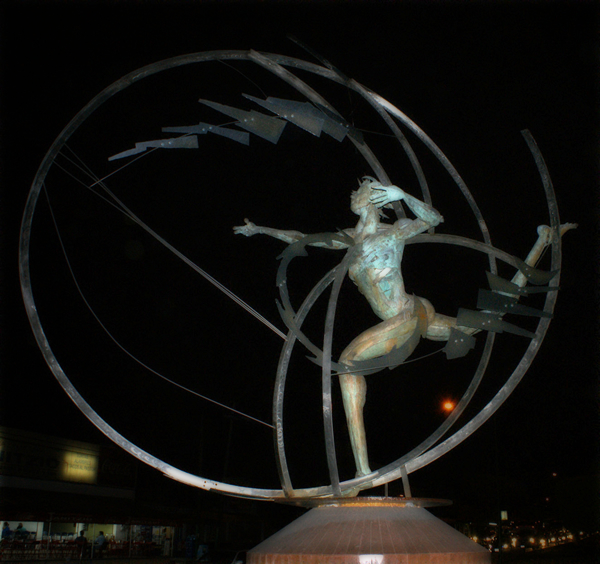
Carro del Sol

Otra de las tradiciones más famosas de este estado es la del poblado de Ocotepec: en las fechas de Día de Muertos ya que la familia, personas de diversos estados y países vienen cada año a apreciar las hermosas ofrendas que se presentan en el cementerio local, pero también en muchos otros sitios donde el gobierno municipal o cualquier otra persona o familia elaboran su propia ofrenda.
Esta tradición es una de las más representativas de Cuernavaca y es una muestra de la riqueza cultural que conserva la ciudad. El 2 de noviembre, los habitantes del poblado de Ocotepec colocan, en el interior de sus viviendas, una ofrenda especial para las personas que fallecieron durante el último año, que son conocidas como «ofrendas nuevas». Se tratan, generalmente, de ofrendas de gran tamaño, en las que se colocan flores, incienso o copal, veladoras, así como las bebidas, las golosinas y los alimentos predilectos del difunto. El elemento principal de estas ofrendas es la mesa en la que, usando panes y frutas, se simula el cuerpo acostado de la persona recién fallecida; a la silueta se sobreponen las prendas de vestir que le caracterizaban en vida y, a modo de cabeza, se utiliza una calavera de azúcar. En la entrada de la casa, se coloca un camino de pétalos de cempasúchil o flor de muerto que llega hasta la banqueta, de forma que los visitantes pueden saber que ahí se encuentra una ofrenda nueva que pueden visitar. Las personas que llegan a admirar las coloridas y hermosas ofrendas, entregan a los anfitriones cirios o veladoras para colocar en el altar y reciben tamales, ponche o café, para luego continuar su recorrido hacia otra ofrenda.

## Fiestas y tradiciones

#### Carnaval de Cuernavaca

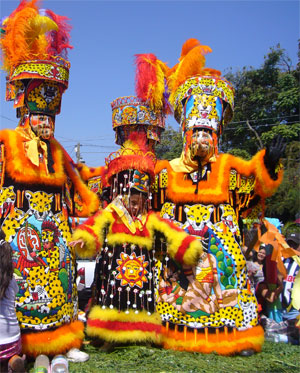
Chinelos

Con el objetivo de proporcionar un atractivo más a la ciudad de Cuernavaca, la Presidencia municipal organizó el carnaval a partir de 1965, pues era una costumbre que se había ido perdiendo; la medida era acertada si se toma en cuenta que en la Ciudad de México no se celebra un carnaval de manera popular desde hace muchos años, por lo cual todo el interés de esta fiesta tradicional se concentraba en los carnavales de Veracruz, Mazatlán y Mérida.
Toda la ciudad toma parte, comités de diferentes festejos que se establecen y en cada rumbo de la capital Morelense se forman compasas disfrazadas de muy buen gusto.
El chinelo es el símbolo de la identidad morelense. El chinelo está presente en gran parte de Morelos, como Yautepec, Cocoyoc, Tepoztlán, Atlahuahuacan, Oaxtepec, Jojutla y Totolapan, en la zona extrema oriente del Estado de México (zona de los volcanes), así como en ciertos pueblos del estado de Puebla. No obstante, se sabe que surgió en el pueblo montañoso de Tlayacapan.
Se hacen concursos de la casa particular y el comercio mejor adornados. Domingo y martes de carnaval se organizan desfiles por todas las calles de la ciudad y, bailes en los principales hoteles. Se corona a la joven más hermosa como reina y al joven como el «Rey Feo». El Carnaval de Cuernavaca tiene una particularidad: no tiene cuaresma como secuencia de sus días de alegría.
Los 11 poblados de Cuernavaca y sus fiestas.
En Cuernavaca existen 11 poblados (Buena Vista del Monte, Tetela del Monte, Santa María, Chamilpa, Ocotepec, Ahuatepec, Chapultepec, Acapatzingo, Tlaltenango, Chipitlan y Amatitlán), con los cuales propiamente nació Cuernavaca, esos poblados celebran sus respectivas fiestas patronales, y lo hacen con grandes eventos, donde incluso participan habitantes de otros estados y países, además en estas fiestas patronales cada poblado sigue conservando las tradiciones propias de su pueblo, las fiestas patronales más grandes son las del poblado de ocotepec durante la Semana Santa y tlaltenango en el mes de septiembre.

#### Feria de la primavera

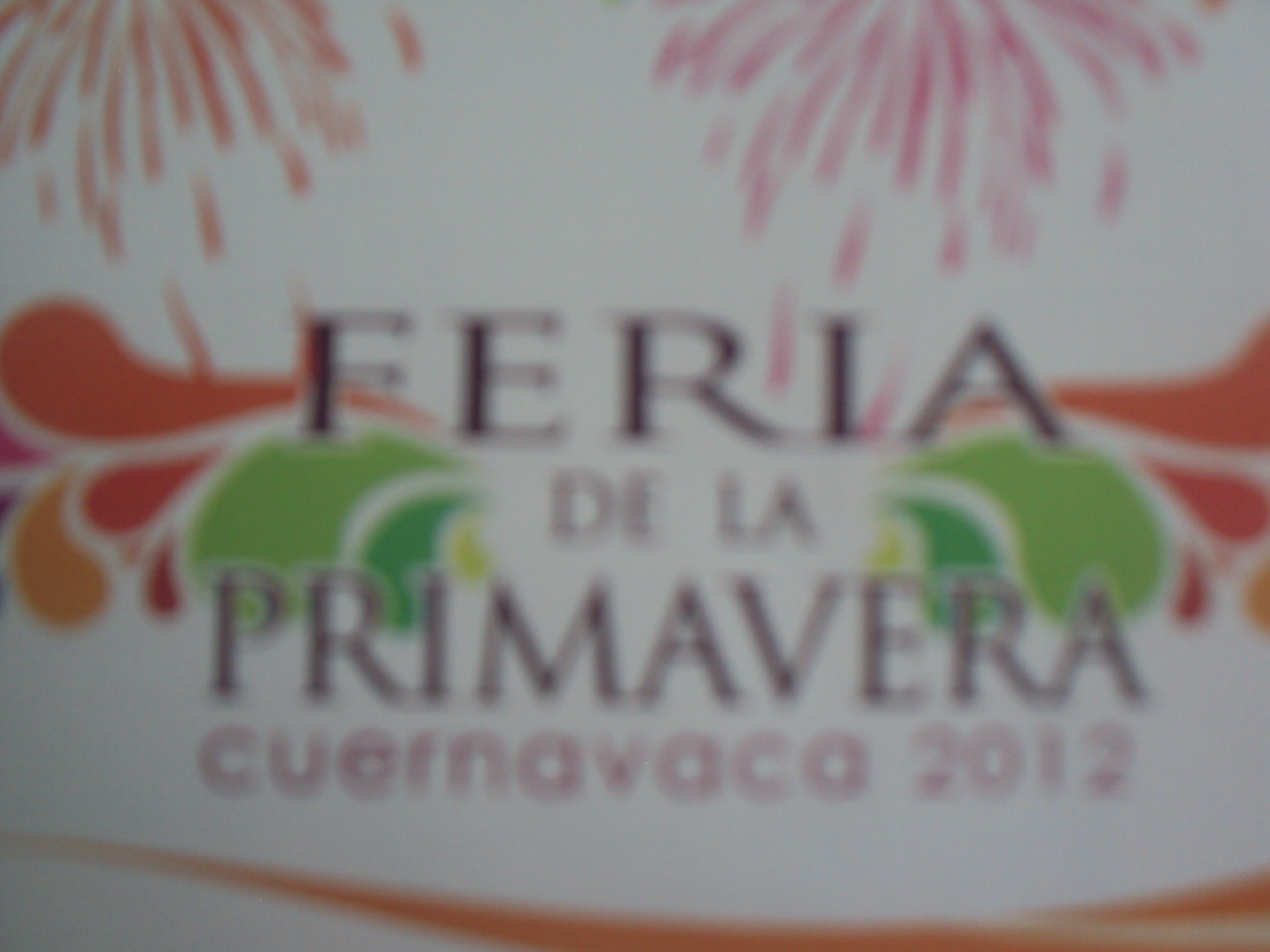
Cartel de la Feria de la primavera 2012

Con el patrocinio del Lic. Emilio Riva Palacio y bajo el mandato del entonces presidente municipal Lic. Juan Salgado Brito, se estableció por primera vez en 1965, la Feria de la Flor en Cuernavaca, conocida así anteriormente y, se realiza en Semana Santa y la semana de Pascua.
Actualmente, la Feria de la Primavera se realiza en el recinto ferial de Acapantzingo, conocido también como la Unidad Deportiva Bicentenario, ubicado en el antiguo pueblo de Acapantzingo. Lo más importante de la feria es la serie de actos culturales que tiene, tales como ballet, teatro del pueblo, juegos mecánicos, exposiciones, entre otras. Además de los clásicos juegos mecánicos, dulcerías, comedores con platillos típicos de la región, y naves llenas de locales comerciales, y por supuesto el clásico Palenque.
En 2014 la Feria Cuernavaca se llevó a cabo del 11 al 27 de abril.

## Música
Zoé es una banda originaria de la ciudad de Cuernavaca, es liderada por León Larregui (voz) y conformada además por Sergio Acosta (guitarra), Jesús Báez (teclados), Ángel Mosqueda (bajo) y Rodrigo Guardiola (batería), la banda es conocida por su estilo que fusiona elementos de rock psicodélico, rock progresivo y música electrónica.

### Artesanía

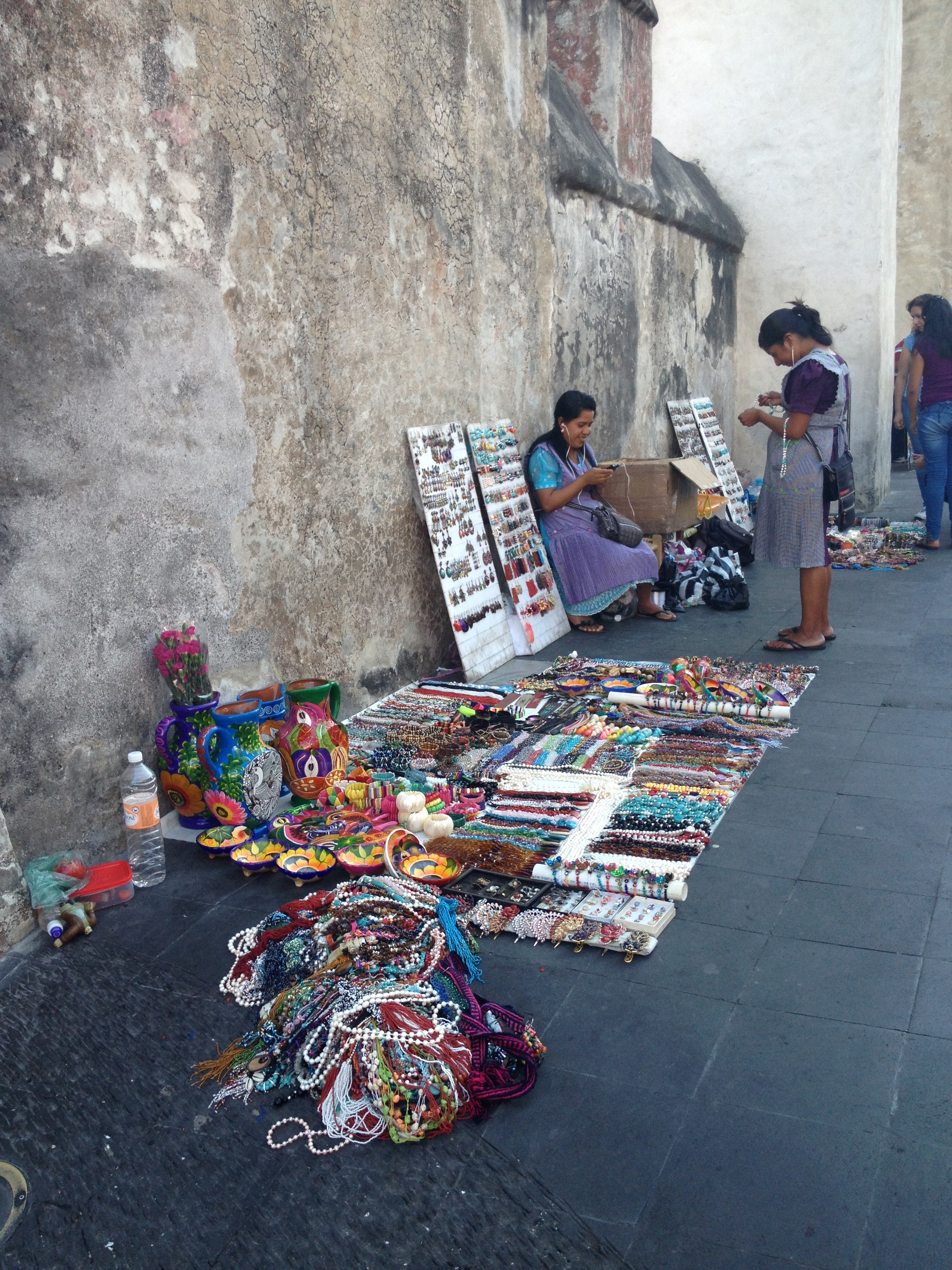
Dos vendedoras en un puesto de brazaletes afuera de la Catedral de Cuernavaca.

Así como también la joyería de plata.
La cerámica se produce principalmente en la Colonia 3 de mayo que ha sido un detonador importante en la economía del Estado.
Artesanía y gastronomía de Cuernavaca.
Son famosas tanto nacional como internacionalmente:
- La cerámica de Cuernavaca y los productos de cera; estos últimos logrados del producto de las abejas y trabajados con habilidad en caprichosas figuras.
- Las macetas y objetos de barro de San Antón.
- La corteza de árbol machacada y convertida en papel con pinturas multicolores.
- Las bolsas y canastas de palma preciosamente tejidas y de colores llamativos.
- Los collares de cuentas y piedras.
- Máscaras y figuras de madera laqueadas.

La plata es traída desde Taxco, Guerrero y es trabajada por casas joyeras de excelente calidad. Dando la oportunidad de escoger piezas únicas de diseñadores de origen Morelense.

## Gastronomía
El taco acorazado es un platillo típico de Cuernavaca: Se prepara con arroz rojo, chile relleno, bistec, milanesa o cecina, ingredientes envueltos en doble tortilla. Hay otros platos típicos más exóticos, tales como el armadillo relleno o el pastrami de tlacuache. Se tiene conocimiento de que llevan preparándose al menos desde el siglo XVI.
Así mismo, los tacos de Canasta son parte de la gastronomía de Cuernavaca, los podemos encontrar en casi todas las paradas de autobús y sobre todo en los lugares donde transita mucha gente o afuera de los lugares laborales pues son un típico desayuno o bien el almuerzo de muchos cuernavacenses. Estos están hechos de tortilla pequeña de molino y están rellenos de varios guisados diferentes como son: frijoles, chicharrón prensado, papa, huevo, mole con pollo, asadura, chorizo con papas, huevo con ejotes, papatinga. El sabor a estos tacos se los da principalmente la salsa con que se acompañan, así como la cebolla con chile habanero en limón.
La comida típica de Cuernavaca también incluye muchos elementos: el pipián con carne o con setas, la barbacoa de chivo y de borrego, el bagre en mixiotes, los tamales, el clemole rojo de pollo o espinazo de puerco, el pozole, así como el clemole verde de res. Sin olvidarnos de los incontables puestos por toda la ciudad que venden  dobladas o quesadillas de huitlacoche, flor de calabaza, o champiñones y las gorditas de haba, frijoles o chales (pedacitos de chicharrón).
El pozole blanco es también típico de Cuernavaca, es un caldo a base de granos de maíz cacahuazintle y cerdo, acompañado con orégano, chile piquín molido, limón, cebolla picada, lechuga y rábanos, la mayoría de las fondas los acompañan con tacos dorados.

## Deportes
El deporte más popular en Cuernavaca es el fútbol. El principal estadio de futbol es el Estadio Centenario, y además, por su capacidad de 15 000 espectadores, funciona también como centro de espectáculos. También es sede del equipo de segunda división Pumas Cuernavaca a partir del Torneo de Apertura 2008 y hasta el torneo de Clausura también lo fue del equipo de tercera división Atlético Cuernavaca (Halcones Univac), equipo profesional de la Tercera División del fútbol mexicano. Por muy poco tiempo en el año 2003, se tuvo presencia en el máximo circuito de la ligan de fútbol de la primera división con el ya desaparecido equipo "Colibríes de Cuernavaca" que jugaron en el estadio Mariano Matamoros. Cuando el equipo descendió, se vendió la franquicia convirtiéndose en “Trotamundos de Tijuana”. Para el Torneo Apertura 2015 Liga Premier de Ascenso contaran con el Athletic Club Morelos.
También son muy populares otros deportes: el golf (Cuernavaca tiene uno de los clubes más grandes de la región), el baloncesto, el boxeo, el tenis, la caminata, el tiro con arco cuya selección es también la selección morelense y la selección de la universidad autónoma con sede en el campo de tiro de dicha universidad, voleibol y la tauromaquia, entre otros. La natación forma parte importante de los deportes que se pueden llevar a cabo en la ciudad con sus grandes condiciones climáticas que promueven esta actividad y dando grandes resultados entre deportistas a nivel nacional. Durante la tercera jornada del Campeonato Nacional de Curso Corto de Veracruz 2013, el nadador morelense Ricardo David Vargas Jacobo de 16 años de edad se convierte en una de las figuras al tener una destacada actuación al llevarse el triunfo y récord absoluto mexicano de los 800 metros libre. Durante el segundo día de actividades el morelense había logrado la medalla de oro en la prueba de los 400 metros de combinado individual dentro de su categoría, esto lo coloca como gran promesa a nivel nacional buscando formar parte del equipo representativo nacional en las siguientes olimpiadas panamericanas.
Algunos datos relacionados con las actividades deportivas en Cuernavaca son los siguientes: canchas deportivas: 116, pistas deportivas: 3, campos deportivos: 34, albercas: 8, gimnasios y arenas: 11, estadios: 1, mesas: 72.

## Transporte

### Autobuses de pasajeros
Terminal Central de Cuernavaca E. Blanca
Llegan varias líneas de autobuses a Cuernavaca y son las siguientes
| Líneas de Autobuses                              | Destinos                                                                      |
| ------------------------------------------------ | ----------------------------------------------------------------------------- |
| Enlaces Terrestres Nacionales ETN/Turistar Lujo  | Terminal Central de Autobuses del Norte Iguala                                |
| Autobuses Futura                                 | Terminal Central de Autobuses del Norte                                       |
| Autobuses Estrella Roja del Sur Costa Line       | Terminal Central de Autobuses del Norte                                       |
| Estrella de Oro                                  | Terminal Central de Autobuses del Sur Iguala Central de Autobuses de Veracruz |
| Autobuses Estrella Roja del Sur Costa Line       | Terminal Central de Autobuses del Sur                                         |
| Autos Pullman de Morelos                         | Terminal Central de Autobuses del Sur                                         |
| Enlaces Terrestres Nacionales ETN/Turistar Lujo  | Terminal Central de Autobuses del Sur                                         |
| Grupo Estrella Blanca                            | Terminal Central de Autobuses del Sur                                         |
| Autobuses Oro /ERCO y Surianos                   | Terminal Central de Autobuses de Pasajeros de la Ciudad de Puebla             |
| Enlaces Terrestres Nacionales ETN/Turistar Lujo  | Terminal de Autobuses de Querétaro                                            |
| Autobuses Futura                                 | Terminal de Autobuses de Querétaro                                            |
| Autobuses Interestatales de México Elite         | Central de Autobuses Millenium Culiacán                                       |
| Enlaces Terrestres Nacionales ETN/Turistar Lujo  | Terminal Toluca                                                               |
| Autotransportes Águila/Tres Estrellas del Centro | Terminal Toluca                                                               |

## Residentes notables
- Hernán Cortés, político, escritor, conquistador y militar.
- Héctor J. Cámpora, presidente de Argentina en 1973.
- Tamara de Lempicka, pintora polaca.
- Eduardo del Río (Rius) caricaturista y escritor.
- María Félix, actriz.
- Eric Fromm, psicoanalista austríaco.
- Elena Garro, escritora mexicana.
- Iván Illich, teólogo y filósofo austriaco.
- Malcolm Lowry, poeta y escritor inglés, que ambientó en esta ciudad la novela Bajo el volcán.
- Juan Marichal, historiador y crítico literario español.
- Andrés Eloy Martínez Rojas, astrónomo[22] oriundo de Cuernavaca.
- Manuel Puig, escritor argentino.
- David Alfaro Siqueiros, pintor.
- Rufino Tamayo, pintor.
- Pamela Tajonar, portera nacida en Cuernavaca.
- Mollie Steimer, anarquista y activista rusa.
- Barbara Hutton, empresaria estadounidense.

## Relaciones internacionales

### Ciudades hermanas
La ciudad de Cuernavaca ha estrechado vínculos de hermandad con las siguientes ciudades:
- Minō, Japón.[23]
- Laredo, Estados Unidos.[23]
- Mineápolis, Estados Unidos.[23]
- Denver, Estados Unidos.[23]
- General Villegas, Argentina.[23]
- Solidaridad, México.[23]
- Boca del Río, México.[24]
- Córdoba, España.[25]

### Consulados
- El Salvador[26]
- Costa de Marfil[27]